# Das Imperium
Das Imperium (Originaltitel L’Empire, internationaler englischsprachiger Titel The Empire) ist ein Science-Fiction-Film von Bruno Dumont, der im Februar 2024 bei den Internationalen Filmfestspielen Berlin seine Premiere feierte, wo der Film im Wettbewerb gezeigt wurde. Eine Woche später kam er in die französischen Kinos. Der Kinostart in Deutschland war im November 2024. Handlungsort ist wie in Dumonts früheren Filmen die Gegend um nordfranzösische Küstenstädtchen Marquise.

## Handlung
Hinter der beschaulichen Fassade eines Fischerdorfs an der Côte d’Opale im Norden Frankreichs leben in einer Parallelwelt die Ritter der interplanetaren Imperien der „Nuller“ und der „Einser“. Sie haben die Körper eines Teils der menschlichen Bevölkerung besetzt. Die Einser fürchten die Geburt des Margat, einer unreinen Bestie, die eine blutige Fehde auslösen würde. Ihre schlimmsten Befürchtungen scheinen wahr zu werden, als inmitten einer gewöhnlichen Wohngegend der dunkle Fürst in Gestalt eines Neugeborenen zurückkehrt und von den Rittern der Nuller bewacht und aufgezogen wird. Der Junge ist jetzt etwa ein Jahr alt.
Line ist gerade mit ihrer Mutter und ihrem Stiefvater ins Dorf gezogen. Sie hängt am liebsten mit Jony, einem jungen Fischer, herum. Sie beide sind von Nullern besessen, Jony ist der Vater des Margat. Lines Verwandlung ist, anders als die von Jony, noch nicht vollständig abgeschlossen. Auf der anderen Seite stehen Jane, Agentin der Einser, und ihr Helfer, der unerfahrene Rudy. Während die Agenten beider Seiten sich in der sonnigen normannischen Landschaft wenig engagiert bekämpfen, in ihren jeweiligen Zentralen rapportieren, gelegentlich Köpfe abschlagen, den „Margat“ entführen und wieder befreien, entwickeln Jony und Jane ebenso verbotene wie heftige Gefühle füreinander. 
Doch das sind menschliche Schwächen, die im ewigen Krieg der Imperien keine Rolle spielen dürfen, darin sind sich beide einig. Zum Schluss stehen Jony und Jane sich als Anführer der feindlichen Raumflotten im Weltall gegenüber. Die Schlacht beginnt. Doch die gegenseitige Liebe, die die beiden empfinden, erzeugt ein schwarzes Loch, in dem beide Flotten restlos verschwinden. Von der Erde aus beobachten zwei trottelige Gendarmen und der Margat das Geschehen am Himmel.

## Produktion

### Filmstab und Besetzung

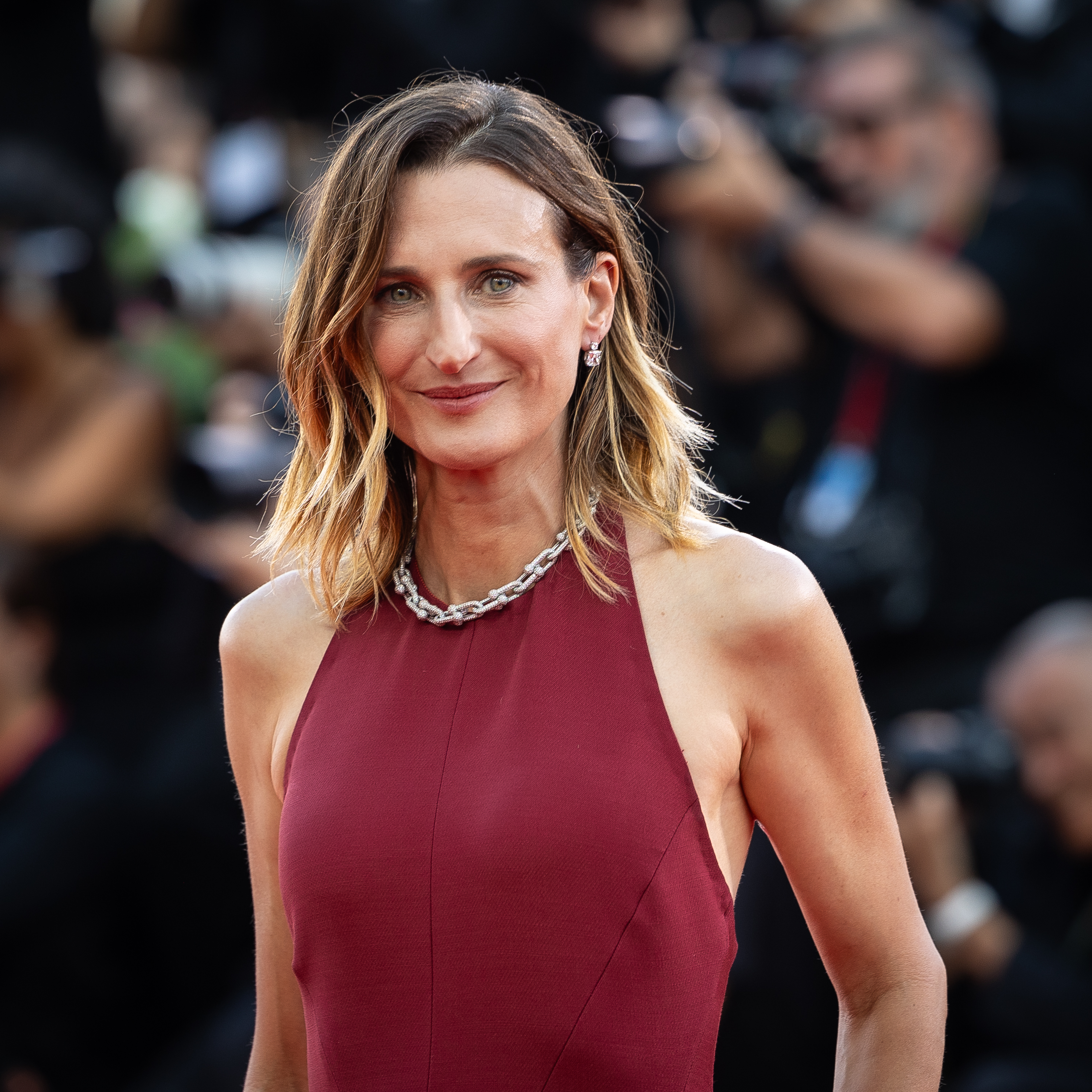
Camille Cottin spielt die Königin der Einsen

Regie führte Bruno Dumont, der auch das Drehbuch schrieb. Es handelt sich bei Das Imperium um eine Science-Fiction-Komödie und Dumonts zwölften Spielfilm.
Die Hauptrollen wurden mit Camille Cottin, Anamaria Vartolomei, Fabrice Luchini, Lyna Khoudri und Brandon Vlieghe besetzt. Cottin spielt die Königin und Anführerin der Einsen, des Reiches des Guten. Vartolomei spielt eine Prinzessin der Einsen. Luchini ist in der Rolle von Belzébuth zu sehen, dem König der Dunkelheit und Herrscher der Zeros. Er spielte bereits in Dumonts Film Die feine Gesellschaft die Hauptrolle. Khoudri spielt Line, die gerade mit ihrer Mutter und ihrem Stiefvater in das Fischerdorf gezogen ist. Vlieghe ist in der Rolle von Jony zu sehen, einem junge Fischer des Dorfes. Ebenfalls auf der Besetzungsliste finden sich Bernard Pruvost and Philippe Jore, bekannt aus der Miniserie Li’l Quinquin, und Julien Manier. Ursprünglich waren auch Lily-Rose Depp, die Tochter von Johnny Depp und Vanessa Paradis, und Virginie Efira für zwei Hauptrollen vorgesehen.

### Filmförderung und Dreharbeiten
Die Koproduktion von Frankreich, Deutschland, Italien und Belgien erhielt Unterstützung von der Deutsch-Französischen Förderkommission. Pictanovo, die Filmförderung der Région Hauts-de-France, gewährte 200 000 Euro. Weitere Förderungen kamen von Eurimages in der Höhe von 450.000 Euro, von der MOIN Filmförderung Hamburg Schleswig-Holstein und vom Medienboard Berlin-Brandenburg.
Die Dreharbeiten begannen Anfang August 2022 in der Nähe von Boulonnais im Département Pas-de-Calais. Weitere Aufnahmen entstanden an der Côte d’Opale zwischen Calais und Boulogne-sur-Mer. Zwischen Wimereux und Ambleteuse entstanden Aufnahmen vor der Kulisse von Strand und Dünenlandschaft. Anfang September 2022 wurden die Dreharbeiten in Audresselles beendet. Als Kameramann fungierte David Chambille, mit dem der Regisseur bereits seinen letzten Film France drehte.
Die steinernen Raumschiffe der Aliens sind gegensätzlicher Architektur nachempfunden: das Mutterschiff der guten Einser sieht aus wie die gotisch-vertikale Saint-Chapelle in Paris, das der bösen Nuller wie der raumfordernd barocke Klotz des Schloss Caserta (Neapel). Die kleineren Kampfschiffe ähneln den Bunkern des Atlantikwalls.

### Marketing und Veröffentlichung
Den weltweiten Vertrieb übernahm Memento International. Im Mai 2023 hat Memento International den Film beim im Rahmen der Internationalen Filmfestspiele in Cannes stattfindenden Marché du film vorgestellt. Der erste Trailer wurde im September 2023 präsentiert. Die Premiere fand am 18. Februar 2024 bei den Internationalen Filmfestspielen Berlin statt, wo der Film im Wettbewerb gezeigt wurde. Am 21. Februar 2024 kam L’Empire in die französischen Kinos. Ursprünglich war der Start dort am 13. März 2024 geplant. Im April 2024 wurde The Empire beim Fantasy Filmfest gezeigt und im Juli 2024 beim Neuchâtel International Fantastic Film Festival. Am 17. Juli 2024 kam der Film in die Schweizer Kinos. Ende Oktober 2024 wurde der Film bei der Viennale gezeigt. Der Kinostart in Deutschland war am 21. November 2024. Am 7. März 2025 kam der Film in ausgewählte US-Kinos.

## Rezeption
Die Kritiken fielen gemischt aus.
Nach Auffassung von David Katz handelt es sich um eine von Game of Thrones und Star Wars inspirierte Weltraumoper.
Im INDIEKINO MAGAZIN schreibt Christopher Suss zum Filmstart: „Disneys Star Wars trifft Twin Peaks trifft französische Coming-of-Age-Sommerkömodie: Keinen Deut weniger skurril und schwer lokalisierbar ist die Weggabelung, an der Bruno Dumonts Das Imperium sitzt und auf Godot wartet. In seiner Weird Wave-haften Satire kämpft Gut gegen Böse unter Einsatz von Lichtschwertern, moralisch aber unterscheidet sie nichts.“ Der Film „verschränkt und verquirlt auch ästhetisch Gegensätze: sommerlich-überbelichteten Realismus und opulente CGI-Designs.“
Die Personenkonstellation ist binär, eigentlich ein Geschlechterkampf. Das böse Imperium wird von Männern regiert, das gute ist ein Frauenorden. Die Darstellung von herber Männlichkeit, sexbereiten Mädchen, dümmlichen Polizisten ist so klischeehaft, dass sie als „riesiger ironischer Witz“ interpretiert werden kann.

## Auszeichnungen

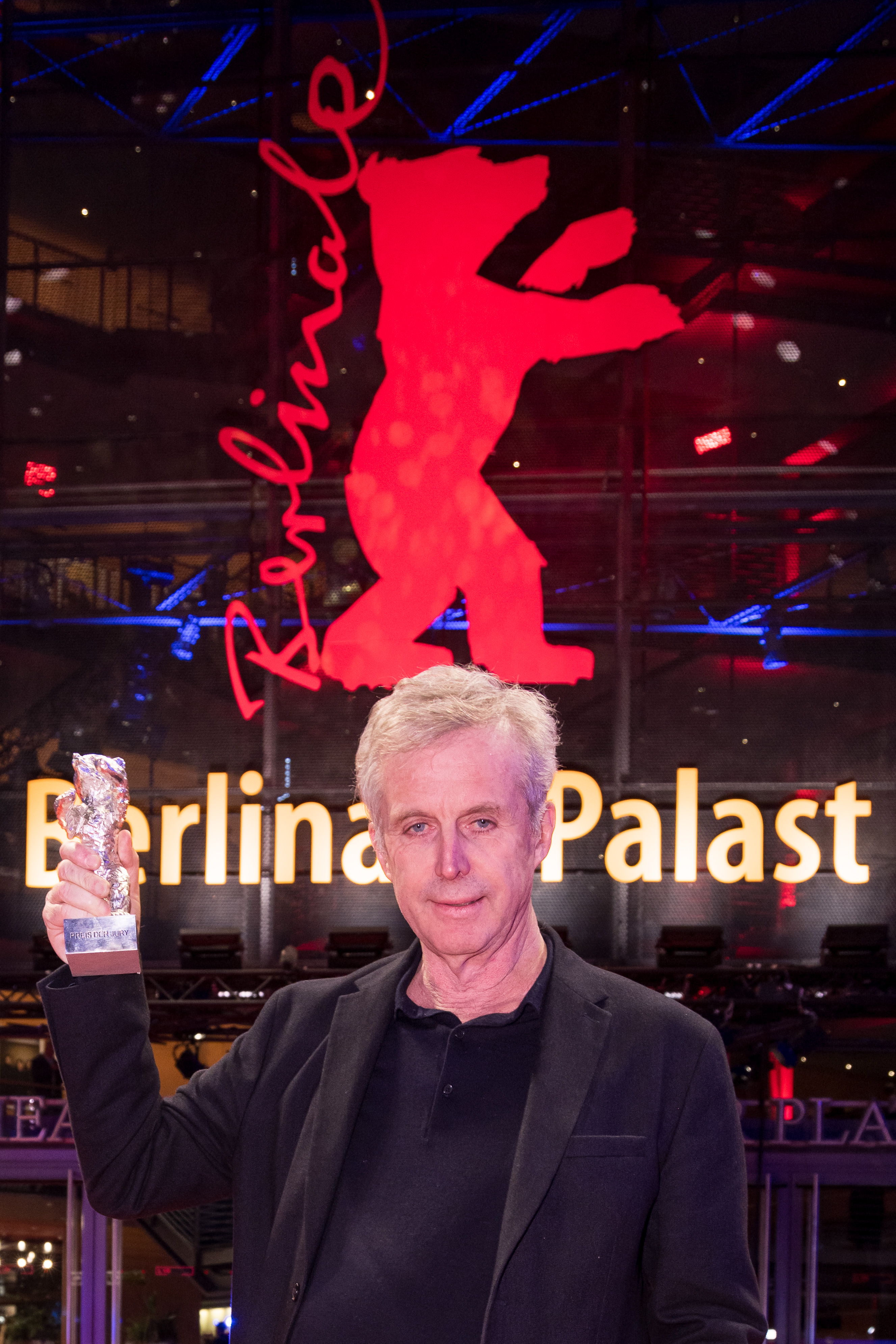
Regisseur Bruno Dumont bei der Berlinale mit seinem gewonnenen Silbernen Bären

Internationale Filmfestspiele Berlin 2024
- Nominierung im Wettbewerb um den Goldenen Bären
- Silberner Bär – Preis der Jury (Bruno Dumont)

Neuchâtel International Fantastic Film Festival 2024
- Nominierung im Internationalen Wettbewerb
- Nominierung für die Méliès d’argent[35]